# Tombo Island
Tombo Island (französisch Île Tombo) ist eine kleine Insel vor der Küste von Guinea, rund vier Kilometer von den Îles de Los entfernt. 
Die heute mit der Halbinsel Kaloum verbundene Insel geriet am 20. Januar 1880 durch einen Vertrag mit König Dubréka unter französische Herrschaft. Der Kauf der Insel sollte den Einfluss des britischen Königreichs in der Region begrenzen. 1885 machte auch das Deutsche Reich Ansprüche auf die strategisch günstig gelegene Insel geltend, verzichtete jedoch auf Tombo im Austausch gegen ein Gebiet an der Grenze von Togo und dem Königreich Dahomey. Die Insel wurde am 8. Juni 1889 offiziell französisches Territorium. 
Auf der Insel befindet sich das Zentrum der guineischen Hauptstadt Conakry.